# تحليل ثقافي ماركسي

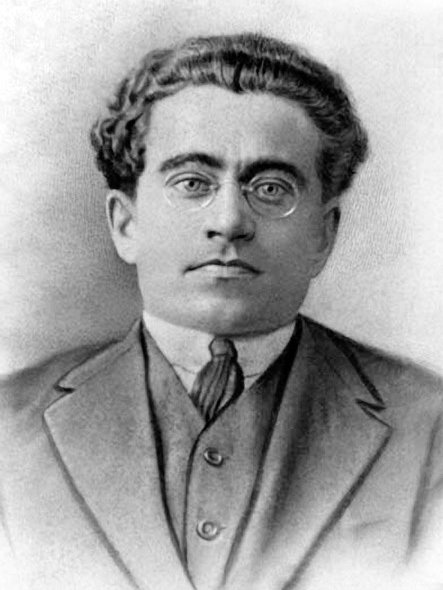
صورة لأنطونيو غرامشي.

يُعد التحليل الثقافي الماركسي شكلًا من أشكال التحليل الثقافي والنقد الثقافي المناهض للرأسمالية الذي يتبنى نظرية الهيمنة الثقافية ومن هنا تحديدًا يستهدف جوانب الثقافة التي يكون الربح محركها وتنتَج بشكل جمعي في ظل الرأسمالية.
ترتبط النظرية الأصلية التي تقف وراء صيغة التحليل هذه إجمالًا بجورج لوكاش ومدرسة فرانكفورت وأنطونيو غرامشي، ويمثل ذلك توجهًا هامًا ضمن الماركسية الغربية.
اعتبر التحليل الثقافي الماركسي، الذي أُخذ كمجال للخطاب، أن التصنيع والإنتاج الجمعي للثقافة عبر «صناعة الثقافة» يخلّف تأثيرًا سلبيًا إجماليًا على المجتمع، وهو تأثير يجعل الجمهور بعيدًا عن تطوير فهم أكثر أصالة للقيم الإنسانية.
منذ ثلاثينيات القرن العشرين، يشار أحيانًا إلى تقليد التحليل الثقافي الماركسي ب«الماركسية الثقافية»، في إشارة إلى الأفكار الماركسية حول الثقافة. إلا أن هذا المصطلح أشار منذ تسعينيات القرن العشرين إلى نظرية المؤامرة الماركسية الثقافية معظم الأحيان، وهي خطاب يتمتع بنفوذ قوي داخل أقصى اليمين دون أي علاقة واضحة بالتحليل الثقافي الماركسي.

## تطور النظرية

### أنطونيو غرامشي
كان أنطونيو غرامشي فيلسوفًا ماركسيًا إيطاليًا، وكان يكتب بشكل أساسي في الفترة التي سبقت الحرب العالمية الأولى وأعقبتها. وحاول التحرر من قيود الحتمية الاقتصادية الخاصة بالفكر الماركسي الكلاسيكي، وبذلك اعتُبر نيو-ماركسي.
اشتُهر غرامشي بنظريته حول الهيمنة الثقافية، التي تصف كيفية استخدام الدولة والبرجوازية بصفتها الطبقة الرأسمالية الحاكمة للمؤسسات الثقافية للحفاظ على السلطة في المجتمعات الرأسمالية. بالنسبة لغرامشي، تطور البرجوازية ثقافة هيمنة مستخدمة الأيديولوجيا بدلًا من العنف أو القوة الاقتصادية أو الإكراه. تنشر الثقافة المهيمنة قيمها ومعاييرها بهدف أن تصبح قيم «الحس السليم» للجميع وأن تحافظ على الوضع الراهن. أكد غرامشي أن القوة المهيمنة تُستخدم للمحافظة على القبول بالنظام الرأسمالي بدلًا من القوة القسرية التي تستخدم العنف للحفاظ على النظام وأن هذه الهيمنة الثقافية تنتجها الطبقة المهيمنة وتعيد إنتاجها من خلال المؤسسات التي تشكل البنية الفوقية.

### مدرسة بيرمنغهام
توفر النزعة الإنسانية الماركسية لإي بي طومسون وكذلك الفلسفات الفردية لمؤسسي مدرسة برمنغهام (ستيوارت هول وريتشارد هوغارت ورايموند ويليامز) التأثيرات للدراسات الثقافية البريطانية التي اتخذت من مركز الدراسات الثقافية المعاصرة في برمنغهام مركزًا لها. تطورت مدرسة برمنغهام في وقت متأخر عن مدرسة فرانكفورت وينظر إليها على أنها تقدم استجابة موازية. بناءًا على ذلك، تركز الدراسات الثقافية البريطانية على قضايا لاحقة مثل الأمركة والرقابة والعولمة والتعددية الثقافية. تشكل كتب مثل كتاب هوغارت استخدامات التعليم (1957) وكتاب ويليامز الثقافة والمجتمع (1958) وكتاب تومسون صنع الطبقة العاملة الإنجليزية (1964) نصوصًا تأسيسية للمدرسة، وكان لنموذج هول للتشفير\فك التشفير في الاتصالات، إضافة إلى كتاباته عن التعددية الثقافية في بريطانيا، وزنًا مساويًا بالرغم من وصولها المتأخر.
أعلت مدرسة ببرمنغهام من شأن الوعي الطبقي وساهمت فيه ضمن بنية المجتمع البريطاني. نظرًا إلى مكانتهم كخبراء أدبيين، استُدعي هوغارت وويليامز كشاهدين خلال قضية آر في بينغوين بوكس إل تي دي، وهي قضية قضائية تتعلق بالرقابة على النشر، والتي نُظر على نطاق واسع إلى نتائجها بأنها تعرّف بريطانيا في الستينيات ك«مجتمع متساهل». وكانت محاججاتهم إلى جانب حرية اللغة ضد الرقابة.
ضمن إطار عمله الرئيسي، استخدامات التعليم، يأسف هوغارت لفقدان الثقافة الشعبية الأصيلة للطبقة العاملة في بريطانيا، ويدين فرض الثقافة الجماهيرية عن طريق الإعلانات ووسائل الإعلام والأمركة. ويحاجج ضد مفهوم «الجماهير» الذي يدعي أنه مفهوم نخبوي وتنازلي. وفي وقت لاحق أشار إلى هذا التغير في الإنتاج الثقافي ب«الاستقطاب» قائلًا أنه «استعمر المجتمعات المحلية وسلبها سماتها المميزة».